# Allargentum
L'allargentum è un minerale.